# Aigle (1800)
El Aigle fue un navío de línea francés de 74 cañones de la clase Téméraire construido en los astilleros de Rochefort. Sirvió en la Marina francesa, combatiendo en 1805 en la batalla de Trafalgar. Fue capturado por la flota británica ese día y hundido por la tormenta que se desató dos días después en aguas del estrecho de Gibraltar. 

## Al servicio de la Marina francesa
En 1805 se unió a la flota del vicealmirante Villeneuve para navegar hacia las Antillas junto con el navío Algesiras. Recaló en la isla de Martinica, donde junto al resto de la flota hispanofrancesa debía enviar un contingente de soldados franceses para conquistar posiciones británicas en el Caribe. Villeneuve esperaba la flota de ayuda que tenía que liderar Honoré Joseph Antoine Ganteaume. 
Lo que Villeneuve desconocía era que esta se encontraba bloqueada por los ingleses en el puerto de Brest, en la costa atlántica francesa. La flota realizó diversas escaramuzas en la región capturando pequeños buques británicos. Pronto llegaron noticias de que Nelson había recalado en Barbados en su busca y captura, por lo que se decidió regresar a Europa, haciéndose de nuevo a la mar el 11 de junio.
A su llegada a Europa, la flota se encontró a la altura del cabo Finisterre un convoy británico al mando del vicealmirante Robert Calder, con quien se enfrentó el 19 de julio de 1805 en la batalla de Finisterre. En el orden de batalla, Villeneuve dispuso al Aigle muy cerca de retaguardia, en el puesto decimoctavo. Tuvo poca intervención en el fragor de la batalla, con un resultado final de seis muertos. Junto al resto de la flota consiguió llegar a Finisterre a los pocos días y a Cádiz a finales de agosto, donde recaló hasta partir en octubre a cabo de Trafalgar.
El Aigle se hizo a la mar el 19 de octubre de 1805 junto al resto de la flota con 755 hombres bajo el mando de Pierre-Paulin Gourrège. En la disposición de batalla, ocupó la quinta plaza en la segunda división de la escuadra de observación, por detrás de los navíos de línea Swiftsure, Argonauta, Algesiras y Montañés, y por delante del navío Bahama de Dionisio Alcalá Galiano y la fragata francesa Hermione.
Al final de la jornada, el navío fue capturado por la flota británica. La batalla había pasado gran factura en el Aigle, con cerca de 100 muertos, entre ellos el propio Gourrége, y más de 200 heridos. El navío fue remolcado con el objetivo de ser llevado hasta el puerto de Gibraltar y ser expuesto como botín de guerra. No obstante, se perdió dos días más tarde en aguas del estrecho en el curso de una fuerte tormenta.